# Papenhusen
Papenhusen ist ein Ortsteil der Gemeinde Stepenitztal im Westen des Landkreises Nordwestmecklenburg in Mecklenburg-Vorpommern.

## Geografie
Papenhusen liegt etwa in der Mitte zwischen den Städten Schönberg, Dassow und Grevesmühlen, großräumiger gesehen zwischen Lübeck und Wismar. Die Teile des Dorfes gruppieren sich um das untere Stepenitztal und die nördlich und südlich davon liegenden leicht hügeligen Bereiche (bis 41 m ü. NN). Die Brücke über die Stepenitz in Kirch Mummendorf ist die einzige bis ins zehn Kilometer flussabwärts gelegene Dassow.
Zur Gemeinde Papenhusen gehörten die Ortsteile Blüssen, Hanstorf, Kirch Mummendorf, Rodenberg und Rüschenbeck.

## Geschichte
Im Ratzeburger Zehntregister von 1230 tauchen die Namen Papenhusen (als Poppenthorp), Kirch Mummendorf und Rodenberg erstmals in Urkunden auf; Blüssen folgt 1319 und Hanstorf 1346. Die Dorfkirche von Mummendorf wird 1230 erstmals im Ratzeburger Zehntregister erwähnt, welches die damals zum Bistum Ratzeburg gehörenden Ortschaften geordnet nach Kirchspielen auflistet. Gemeinsam mit der Nikolaikirche in Dassow unterstand sie nicht dem Propst des Klosters Rehna, sondern dem Propst in Ratzeburg. Um 1266 ist sie wie andere Kirchgemeinden der Gegend auch aufgrund einer Stiftung von Heinrich dem Pilger an den Einkünften des Ratsweinkellers in Wismar beteiligt. Die Dorfkirchen in Börzow und Roggenstorf gehörte bis in das 14. Jahrhundert zum Kirchspiel Mummendorf. Die backsteingotische Dorfkirche mit Turm, Schiff und Rechteckchor unter Satteldächern ist ein Bauwerk der Übergangszeit zur Gotik, das über die Jahrhunderte stark überformt wurde. Besitzer des Gutes Mummendorf waren von 1442 bis 1832 Mitglieder der Familie von Bülow. 1832 kam Mummendorf durch Kauf an Landrat Joachim Adolf von Bassewitz (1774–1838), der das Gutsland durch Bauernlegen vergrößerte und Mummendorf 1835 in Hof-Mummendorf und Kirch-Mummendorf teilte. Er baute ein Gutshaus auf Hof Mummendorf. Sein Sohn Karl Ludwig Ernst von Bassewitz (1799–1855) verkaufte 1846 Hof-Mummendorf an Wilhelm Fratzscher und 1854 Kirch-Mummendorf an Eduard von Dreves.
Die Ortsteile auf der südlichen Seite der Stepenitz gehörten zum Fürstentum Ratzeburg (Mecklenburg-Strelitz), das sich in der Besitzstruktur durch das Vorherrschen großer, freier Bauernstellen deutlich unterschied. Davon gab es in Papenhusen zwei, in Rodenberg vier und in Rüschenbeck zwei, die teilweise über Jahrhunderte im Besitz einer Familie bleiben. Im Ortsteil Rodenberg kann die Familie Ren(t)zow ihre Bauernstelle bis ins Jahr 1379 zurückverfolgen, als ihr Vorfahr vom Ratzeburger Bischof Heinrich II. von Wittorf damit belehnt wurde.
Papenhusen wuchs in der Zeit nach 1945 durch die Anlage einer (Land-)Maschinen-Ausleihstation, einer Gärtnerei, eines Lehrlingswohnheimes und neuen Wohnhäusern.
Am 1. Januar 2014 wechselte die Gemeinde vom Amt Schönberger Land ins Amt Grevesmühlen-Land. Zum 25. Mai 2014 fusionierte Papenhusen mit den Gemeinden Börzow und Mallentin zur Gemeinde Stepenitztal.

## Sehenswürdigkeiten
- Frühgotische Dorfkirche Kirch Mummendorf aus dem 13. Jahrhundert
- Pfarrhaus in Kirch Mummendorf
- Bauernhaus in Rüschenbeck

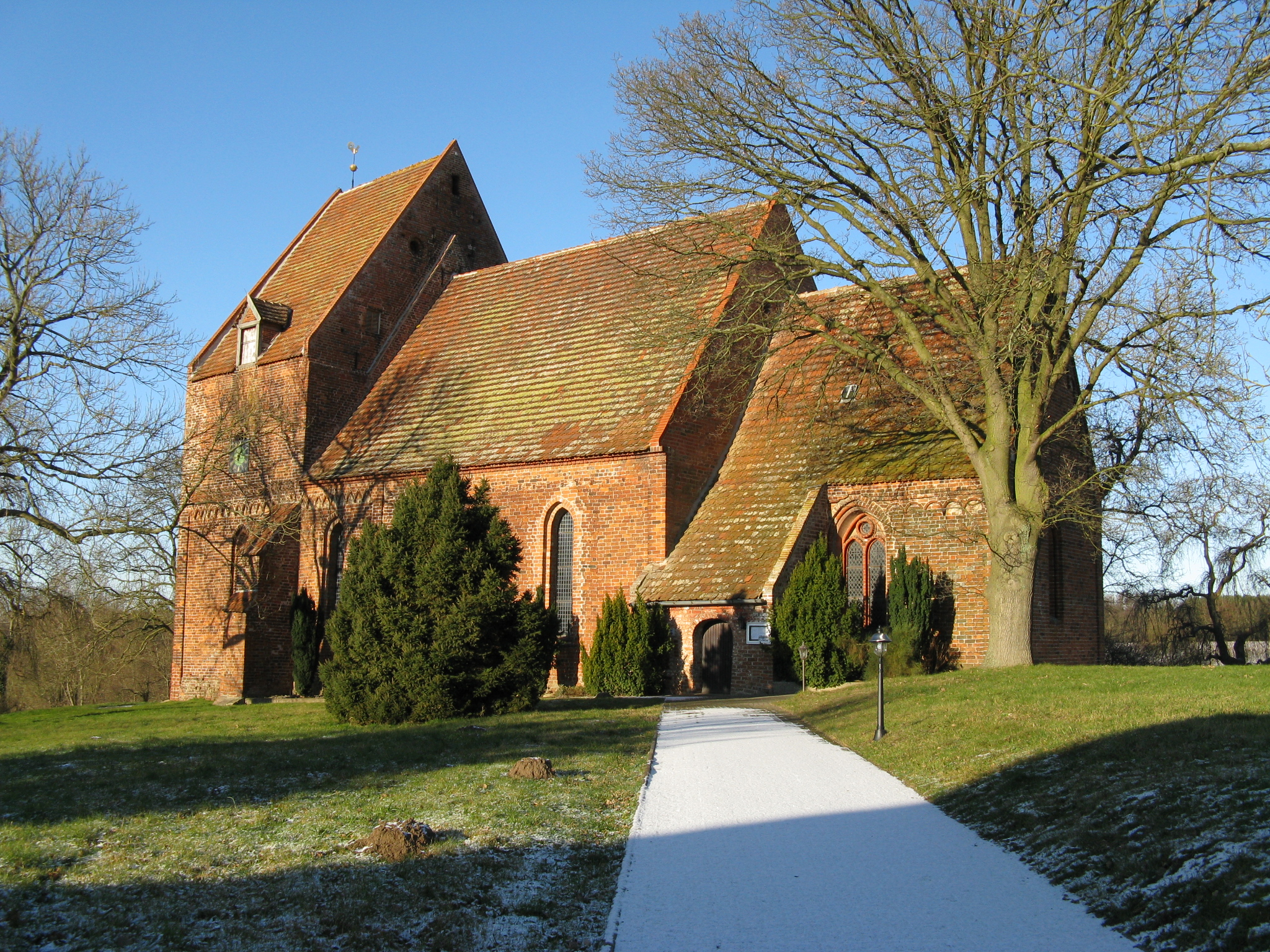
Kirche in Kirch Mummendorf
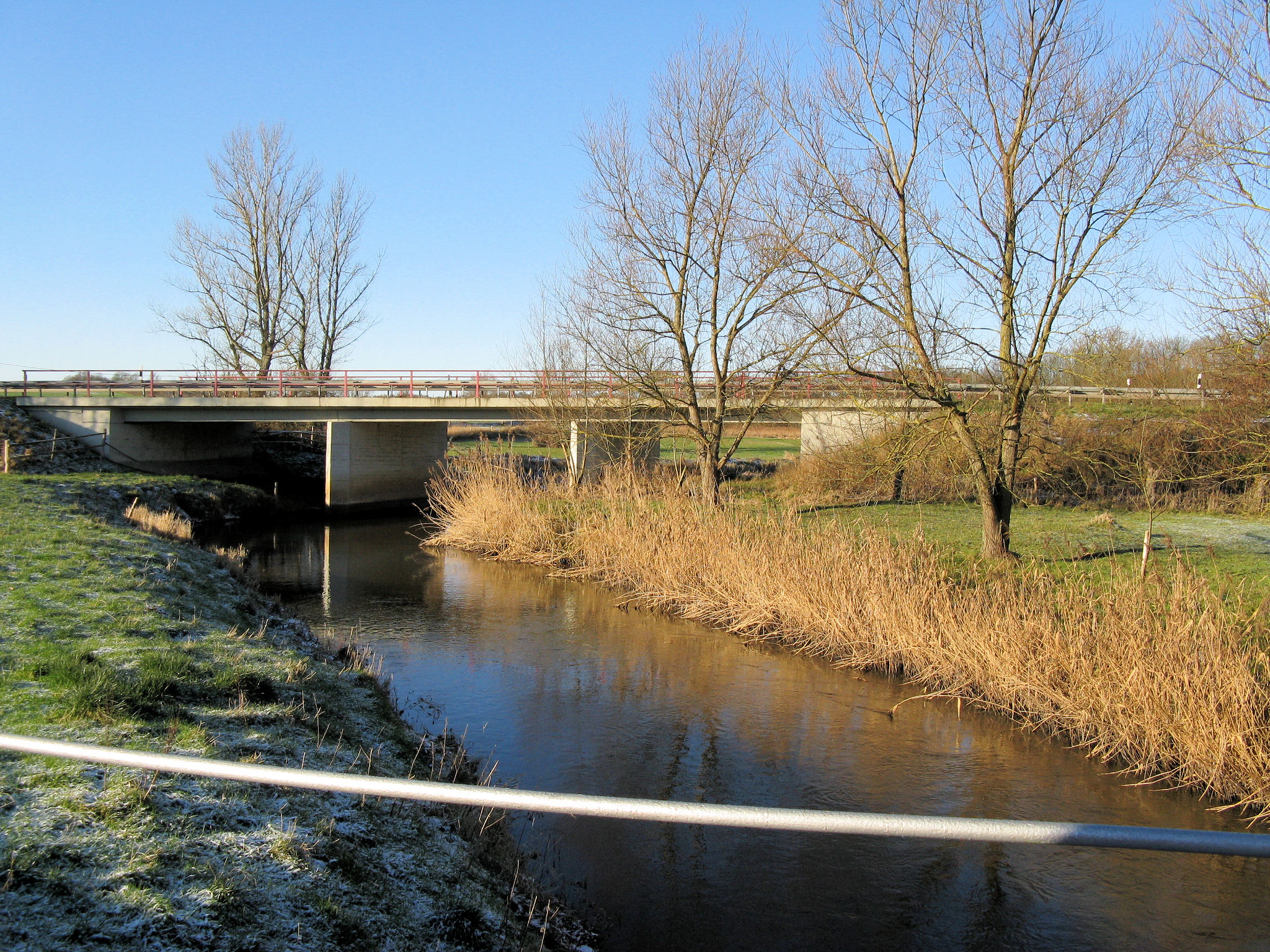
Stepenitz bei Kirch Mummendorf
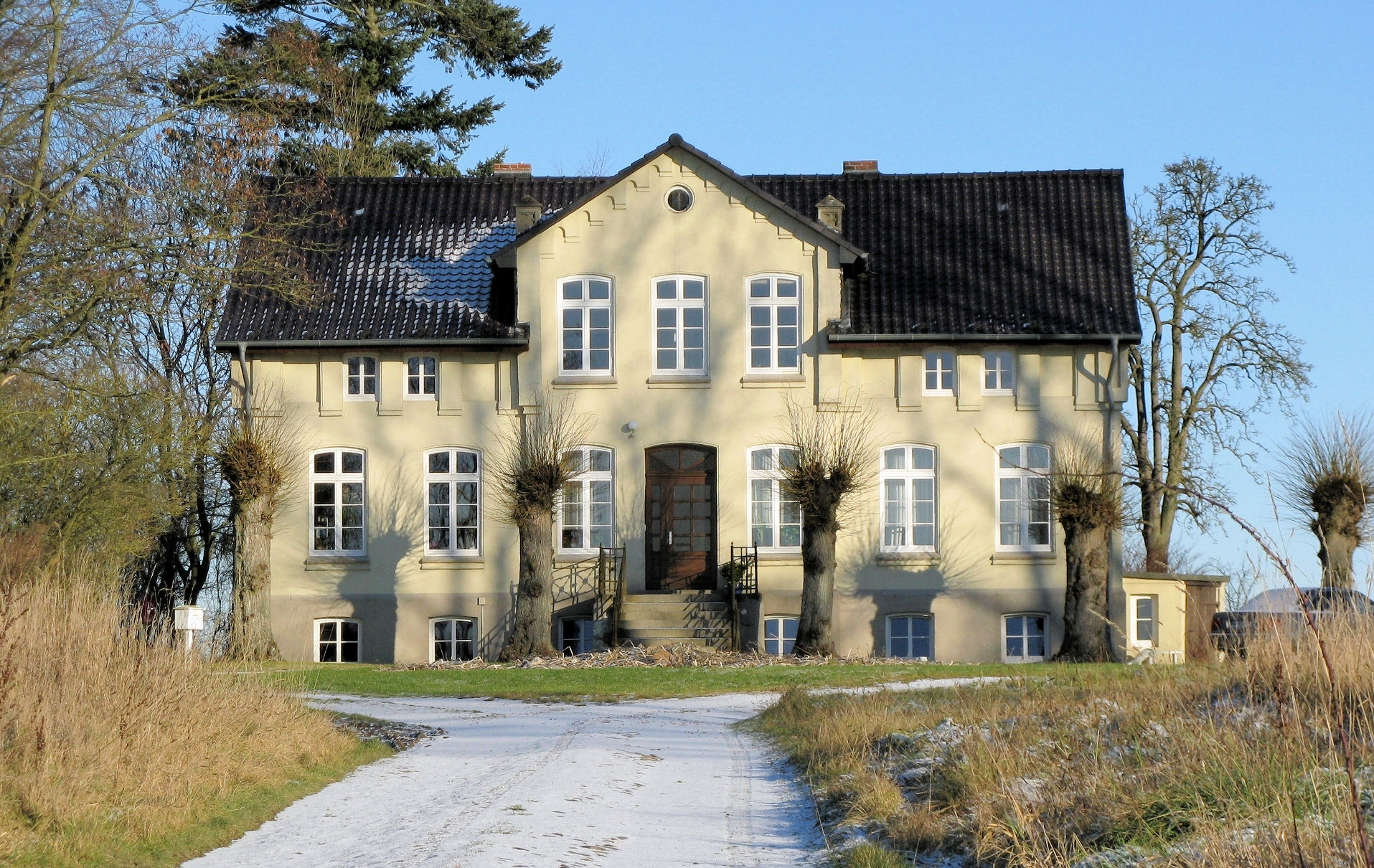
Bauernhaus in Rüschenbeck

## Verkehrsanbindung
Die Bundesautobahn 20 (Lübeck – Wismar) führt wenige Kilometer südlich von Papenhusen vorbei, die nächste Auffahrt (Schönberg) liegt zehn Kilometer entfernt. Zu Beginn der 1960er Jahre wurde die Straße von Schönberg über Papenhusen nach Mallentin in Umgehung des Sperrgebietes an der heutigen Bundesstraße 105 bei Dassow gebaut, um vom Westteil des Kreises Grevesmühlen in die Kreisstadt zu gelangen. Der nördliche Nachbarort Mallentin liegt an der B 105, der Bahnhof Grieben (Bahnstrecke Lübeck–Bad Kleinen) befindet sich südöstlich von Papenhusen.

## Persönlichkeiten
- Adolf von Bassewitz (1774–1838), deutscher Landrat und Besitzer von Mummendorf
- Im Ortsteil Blüssen lebte in den 1920er Jahren der kommunistische Landtagsabgeordnete und Heimatschriftsteller Rudolf Hartmann, der sich für Justizopfer einsetzte, 1934 von den NS-Behörden festgenommen wurde und nach mehreren Haftstationen 1945 im KZ Mauthausen sein Leben verlor. Seit 1947 erinnerte an ihn eine Gedenktafel am Haus, die 1995 beseitigt wurde.
- Fritz Fey (* 1940 in Lübeck), deutscher Kameramann und Gründer des Theaterfigurenmuseums in Lübeck